# Vancouverova národní historická rezervace
Vancouverova národní historická rezervace a historická oblast zahrnuje různé budovy, které vztyčila Společnost Hudsonova zálivu, americká armáda a americká správa národních parků na místě bývalého obchodního střediska a pevnosti Fort Vancouver, ve Vancouveru v americkém státě Washington. Patří sem rekonstrukce historických budov, které nepatří pod národní historickou památku, jelikož neměly podle správců národních parků dostatečnou historickou hodnotu. Do rezervace ale patří také samotná pevnost Fort Vancouver, dále armádní budovy ze čtyřicátých let minulého století a budovy z éry Mission 66, což byl program správy národních parků na zlepšení vybavení a zázemí chráněných území.